# Naudier
Naudier (état-civil inconnu) est un chanteur et acteur de théâtre et de cinéma muet français.
Il ne doit pas être confondu avec son homonyme contemporain le compositeur et chansonnier André Naudier (1888-1963), officier d'Académie en 1910, souvent cité lui aussi sous son seul patronyme.

## Biographie
On ne sait pratiquement rien de cet acteur, pas même son prénom, qui a incarné le rôle du gardien de prison Nibet, complice de Fantômas dans la série réalisée par Louis Feuillade en 1913 et 1914.
Antérieurement, des années 1890 aux années 1910, on trouve sa trace dans la presse comme artiste lyrique et dramatique qui se produisait dans des concerts à Paris (Alcazar, Olympia) et en province.
On perd définitivement la trace de Naudier après la sortie de son dernier film en mars 1914, à quelques mois de la déclaration de guerre. Né vraisemblablement à la fin des années 1860, il devait avoir une cinquantaine d'années à l'époque.

## Carrière d'artiste lyrique
- 1896 : Concert au Casino municipal de Pau (décembre)[3]
- 1897 : Concert à l'Eden-Concert de Montpellier (mai)
- 1897 : Concert au Casino de Lyon (octobre)[4]
- 1897 : Concert à l'Eden-Théâtre de Saint-Étienne (novembre)
- 1898 : Concert aux Folies-Parisiennes (12 mars)[5]
- 1898 : Gueule d'or, opérette en 1 acte de Benjamin Lebreton, musique de Nicolaï, à Bobino (12 août)
- 1898 : Le Théâtre Crackson, folie-vaudeville en 1 acte d'Antoine Queyriaux et Jean Chicot, à Bobino (août)[6]
- 1902 : Psst ! Montez-vous ?, revue en 2 actes de Charles Quinel, musique de Jules Demarquoy, au Casino de Montmartre (janvier-février) : le compère[7]
- 1902 : Printania-Revue, revue en 1 acte et 4 tableaux de Paul Briollet et Maurice Dumas, musique de Gustave Goublier, à l'Eldorado (15 mars) : le compère[8]
- 1902 : Concert au Palais-de-Cristal de Marseille (décembre)[9]
- 1904 : Concert au Casino de Reims (décembre)[10]
- 1907 : Tu l'as, l'allure !, revue d'actualité et locale en 10 tableaux et un prologue d'Alfred Moyne et L. Ribert, musique de Marcel Chapuis, aux Folies-Parisiennes (octobre) : le compère[11]. Reprise au même théâtre le 8 février 1908.
- 1911 : Concert à la Salle des fêtes du Journal (janvier)[12]
- 1912 : Entente cordiale, revue locale, à l'Eden-Théâtre de Strasbourg (juin).

## Carrière d'artiste dramatique
au théâtre
- 1901 : La Vie en voyage, comédie en 5 actes de Maurice Desvallières, musique de Gabriel Marie, au théâtre du Vaudeville (28 septembre) : le maître d'hôtel[13]
- 1901 : Yvette, comédie en 3 actes et 6 tableaux de Pierre Berton d'après la nouvelle de Guy de Maupassant, au théâtre du Vaudeville (26 octobre) : Petit Bleu[14]
- 1904 : Chez le commissaire, vaudeville en 1 acte de Léon Garnier, Ambroise Girier et Paul Chambot, au Casino de Reims (octobre) : le commissaire[15]
- 1904 : Stratagème, vaudeville en 1 acte de Daniel Jourda et Auguste Kesler, au Casino de Reims (novembre)
- 1907 : Le Siège de Paris, drame historique en 5 actes et 11 tableaux d'Émile Herbel, au théâtre Montparnasse (janvier) puis au théâtre de Grenelle (23 septembre-5 octobre), au théâtre Montparnasse (9 novembre), à nouveau au théâtre de Grenelle (24 novembre-6 décembre) et enfin au théâtre des Gobelins (décembre) : le forgeron[16]

au cinéma
- 1913 : Le Départ dans la nuit, d'Henri Fescourt : l'aubergiste
- 1913 : Fantômas, drame en 3 parties de Louis Feuillade : le gardien Nibet
- 1913 : Le Mort qui tue, drame en 6 parties de Louis Feuillade : le gardien Nibet
- 1914 : Fantômas contre Fantômas, drame en 4 parties de Louis Feuillade : le gardien Nibet